# Lauting (Schiff, 1934)
Die Lauting war ein 1934 in Dienst gestellter Minentransporter der deutschen Reichs- und Kriegsmarine.
Benannt war das Schiff nach dem Minenleger Lauting, der im September 1914 während der japanischen Belagerung der deutschen Kolonie Kiautschou im Hafen von Tsingtau selbstversenkt worden war, bzw. nach dem (innerhalb der deutschen Kolonie gelegenen) höchsten Gipfel des Lao-Shan-Gebirges, dem 1132,7 m hohen Lauting, östlich von Tsingtau.

## Bau und technische Daten
Das Schiff wurde 1934 mit der Baunummer 778 von den Stettiner Oderwerken in Stettin gebaut, ebenso wie sein Schwesterschiff Rhein. Bei eine Länge von 53,3 m in der Wasserlinie bzw. 56,7 m über alles, einer Breite von 10,4 m und einem Tiefgang von 4,41 m verdrängte es voll ausgerüstet 1252 Tonnen. Es wurde von einem Vierzylinder-Dieselmotor von Sulzer mit 450 PS angetrieben, der eine Geschwindigkeit von 9,5 Knoten ermöglichte. Der Bunkervorrat von 35,2 Tonnen Dieselöl ergab eine maximale Reichweite von 3000 Seemeilen bei einer Marschgeschwindigkeit von 9 Knoten. Die Bewaffnung bestand lediglich aus vier 2-cm-Flak C/30. Die Besatzung zählte 40–43 Mann. Das Schiff konnte in zwei Laderäumen vor und hinter dem mittschiffs befindlichen Mast mit seinen vier Ladebäumen 300–370 Minen befördern. Die Minen wurden im nicht-einsatzfähigen Zustand transportiert. Eine Minenwurfvorrichtung besaß es nicht.

## Geschichte

### Kriegsmarine
Die Lauting wurde nach ihrer Indienststellung dem Sperrzeugamt Wilhelmshaven unterstellt. Ihre Aufgabe war der Transport von im Minendepot Wilhelmshaven, ab 1938 im Marine-Sperrzeugamt Druhwald bei Wilhelmshaven befüllten und gelagerten Seeminen zu den Minen benötigenden Häfen und Schiffen zu transportieren. Nur wenige Einzelheiten ihres Einsatzes im Zweiten Weltkrieg sind bekannt:
- Am 8. Dezember 1939 wurde die Außenhaut des Zerstörers Friedrich Ihn beim Längsseitskommen der Lauting an Backbord etwa 4 m weit aufgerissen; die Reparaturen dauerten bis zum Morgen des 10. Dezember.
- Am 23. und am 25. Juni 1942 übergaben die beiden Minentransporter Lauting und Irben dem Minenschiff Ostmark und dem Minenleger Brummer in der Dusavik-Bucht bei Stavanger jeweils 160 EMC-Minen für die Minensperren „Herzog“ und „Großfürst“, die dann von der Ostmark und der Brummer westlich des Skagerrak gelegt wurden.
- Vom 19. bis 21. Januar 1945 war die Lauting in Norwegen, um einen Minenschiffverband zu versorgen, der im Skagerrak die Minensperre „Augustus“ legen sollte; da die Irben nicht rechtzeitig eintraf, wurde das Unternehmen erst im März durchgeführt.

### Nachkriegszeit
Nach Kriegsende wurde die Lauting den USA als Kriegsbeute zugesprochen. Sie diente dann zunächst bis zum 8. Dezember 1947 im Deutschen Minenräumdienst in der 2. Transportflottille der für die Gewässer vor der deutschen Nordseeküste zuständigen 2. Minenräumdivision. Am 23. Januar 1948 kaufte die HAPAG das Schiff von der Verwaltung der amerikanischen Besatzungszone Deutschlands (OMGUS) und fuhr es als Frachtschiff in Nord- und Ostsee. 1955 veräußerte die HAPAG das nun mit knapp 1000 BRT vermessene Schiff an die Emder Verkehrsgesellschaft AG (EVAG), die damit ihr erstes Schiff erwarb. Im Oktober 1961 wurde die Lauting an die Flensburger Reederei und Schiffsmaklerei H. P. Vith verkauft, die es in Alnor umbenannte.
1969 erfolgte ein Weiterverkauf an den griechischen Reeder J. Spannogiannakis, der das Schiff in Kadiani umbenannte. Bereits am 16. März 1969 erlitt die Kadiani im Sturm in der Nordsee Schiffbruch; sie wurde von dem Schlepper Yorkshireman an den Haken genommen, sank jedoch noch während der Abschleppfahrt beim Kap Flamborough Head.